# Rathaus (Greding)

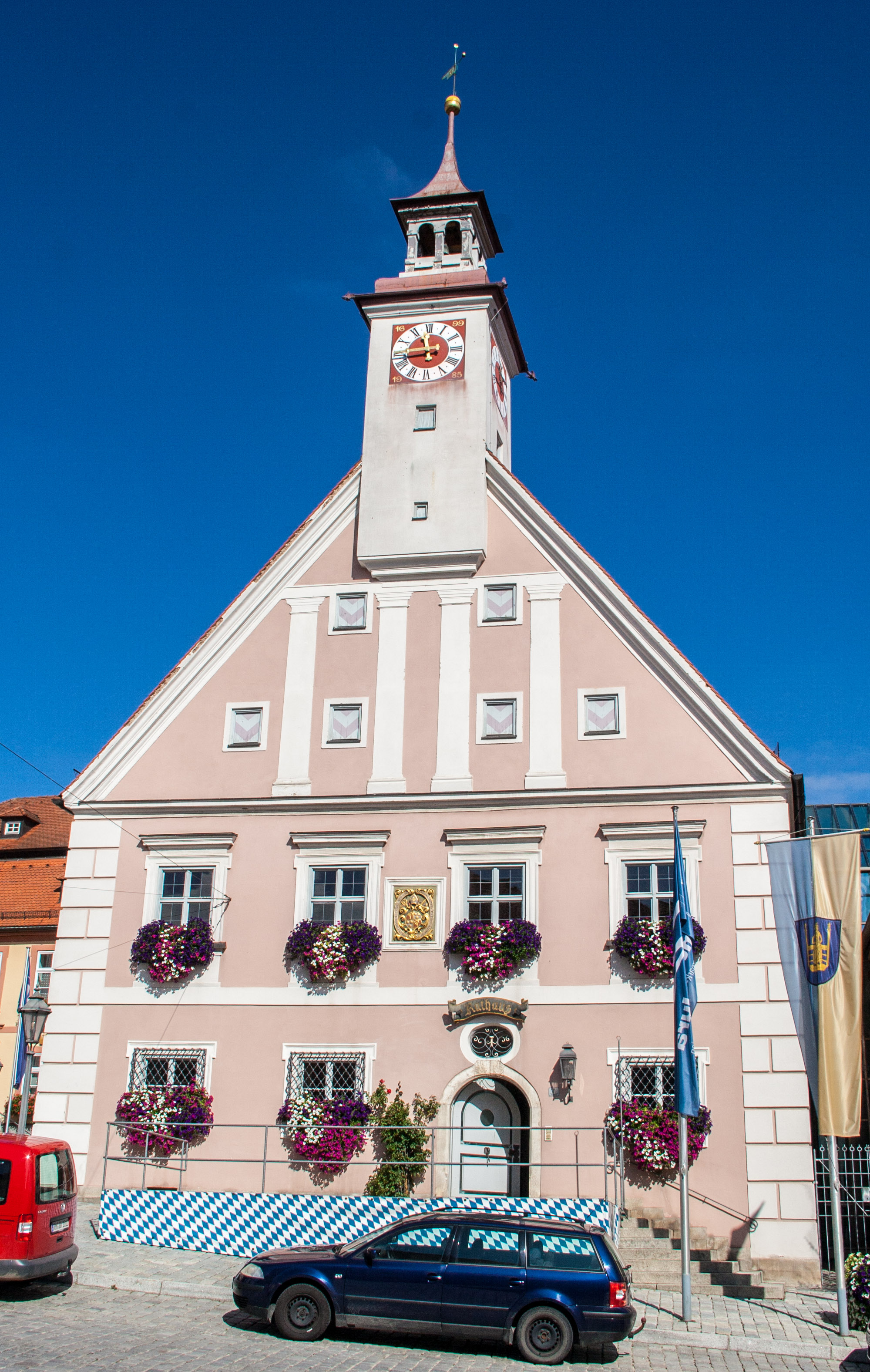
Rathaus in Greding

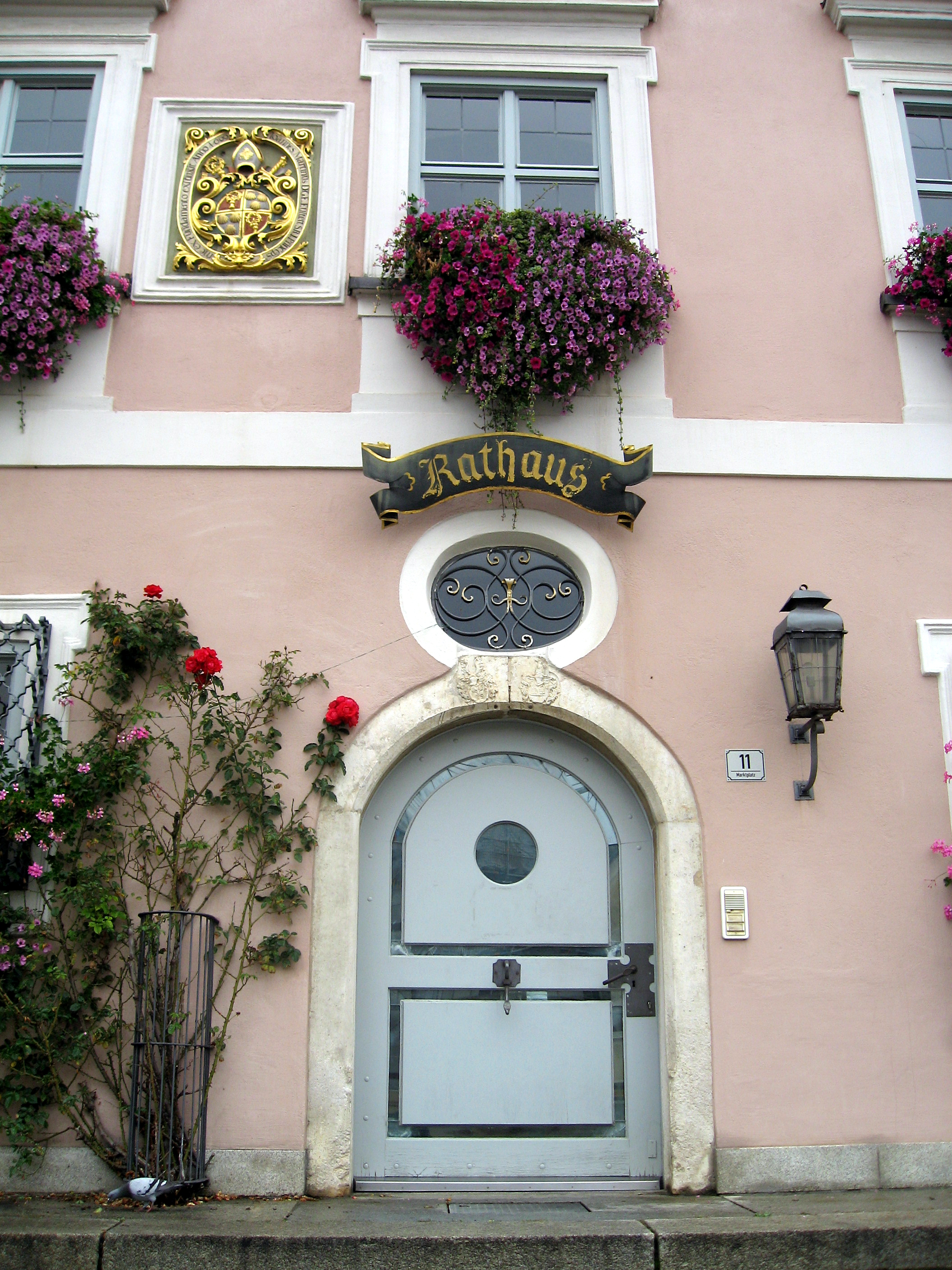
Portal und Wappen

Das Rathaus in Greding, einer Stadt im mittelfränkischen Landkreis Roth in Bayern, wurde 1699 errichtet. Das barocke Rathaus am Marktplatz 11 ist ein geschütztes Baudenkmal. Heute ist in dem Gebäude und im benachbarten Gebäude die Stadtverwaltung Greding untergebracht.

## Geschichte und Beschreibung
Der Bau wurde für das im Dreißigjährigen Krieg verbrannte Rathaus gebaut. Der zweigeschossige, giebelseitige Satteldachbau mit Eckrustika besitzt einen Dachreiter mit Helm und Laterne. Es ist rustiziert. Wie in Greding üblich, im Gegensatz zu den umliegenden Dörfern, die noch bis ins 20. Jahrhundert Steinbedachungen hatten, besitzt das Gebäude eine Ziegelbedachung. Er wurde wohl von Hofbaumeister Jakob Engel errichtet. In den Jahren 1935 bis 1937 erfolgte ein Umbau unter der Leitung von Fritz Mayer.
An der Fassade ist das Wappen des Fürstbischofs Johann Martin von Eyb (1697–1704) angebracht, denn Greding gehörte bis zur Säkularisation im Jahr 1803 zum Hochstift Eichstätt.